# Teoria do valor-trabalho
A teoria do valor-trabalho é uma teoria econômica associada principalmente a Adam Smith, David Ricardo e Karl Marx.
A teoria do valor-trabalho parte da ideia de que a atividade econômica é essencialmente coletiva.  Portanto, o valor econômico de uma mercadoria é determinado pela quantidade média de trabalho socialmente necessário para a produzir, incluindo aí todo o trabalho anterior (para produzir suas as matérias primas, máquinas, etc). Em consequência, o preço de uma mercadoria deve reproduzir a quantidade de  trabalho nela colocado, sendo o trabalho o único elemento que realmente gera valor. Num exemplo clássico entre os teóricos do valor-trabalho, a razão pela qual um diamante é mais valioso que um copo de água é porque é requerido, certamente, mais trabalho em encontrar e extrair um diamante do que um copo de água. Não pode-se confundir essa teoria com a lei da oferta e demanda. O valor-trabalho, por Karl Marx, é colocado tanto em seu aspecto quantitativo quanto qualitativo, sendo esse no capitalismo abandonado, devido à transformação de coisas em mercadoria. Desse modo, a humanidade acaba por estranhar sua própria criação. Assim sendo, há em Marx uma ampliação da categoria de valor, fazendo-se uma diferenciação substancial entre a categoria de preço e valor.
A economia neoclássica faz grandes objeções às concepções em torno da teoria do valor-trabalho e considera a escola marxista como tributária de tais concepções. As teorias econômicas que dão suporte à organização econômica do mercado capitalista enfatizam que a competição ou a concorrência, tida como a base do modelo de concorrência perfeita,  é a via que leva ao equilíbrio "espontâneo" de preços, ajustando-os automaticamente ou tendendo a estabilizá-los. 
Karl Marx, por outro lado, foi ao mesmo tempo um grande crítico da teoria clássica do valor-trabalho e um teórico que procurou compreendê-la por outras perspectivas, em relação a Smith e Ricardo. Marx encontra no fato da riqueza social ou, ainda, no fato dos valores dos produtos serem medidos com base no tempo de trabalho necessário para produzir mercadorias a grande limitação do modo de produção capitalista; enquanto que os economistas clássicos enxergavam como um fenômeno natural da humanidade, direcionado pela necessidade de cada época e até mesmo pelo desejo de cada indivíduo possuir determinado objeto ou desfrutar de sua utilidade. Ocorre que o desenvolvimento tecnológico faz com que cada vez menos trabalho direto seja necessário para a produção de mercadorias, ao mesmo tempo em que o trabalho continua a ser a principal referência para compor o valor das mercadorias. O valor está ligado aos fatores necessários para a sua produção (matérias primas, máquinas e trabalho).
Marx utiliza, em sua teorização, as distinções de valor de uso e valor de troca inicialmente concebidas por Adam Smith. Enquanto o segundo estaria sujeito a flutuações geradas por fatores políticos (intervenção cambial, medidas protecionistas etc) e da demanda; o primeiro estaria ligado à utilidade da coisa ou ao atendimento de uma necessidade social em particular.
Tal crítica, presente em O Capital (1867), provocou uma intensa movimentação entre os economistas de sua época levando vários teóricos a proporem abordagens alternativas à teoria tradicional do valor-trabalho, como as teses da Teoria do Valor Subjetivo e do valor marginal, desenvolvidas simultânea e separadamente por três pensadores: Leon Walras, Stanley Jevons e Carl Menger, na década de 1870.

## Lei do valor
A Lei do valor é a lei econômica da produção de mercadorias que, por um lado, condiciona a produção e a troca de cada mercadoria, segundo o trabalho socialmente necessário para produzi-la.

## Mais-valia
Mais-valia é o nome dado por Karl Marx à diferença entre o valor produzido pelo trabalho e o salário pago ao trabalhador. Segundo Marx, a mais-valia é a base da exploração no sistema capitalista, porque o que a classe capitalista dá de volta à classe trabalhadora está muito aquém ao que esta entrega à classe burguesa detentora dos meios de produção.

## Críticas
Os economistas da Escola Austríaca, como Carl Menger e Ludwig von Mises, criticam a teoria do valor-trabalho. Para eles, o valor seria atribuído conforme a utilidade e a raridade do bem ou serviço em questão. Tal tese foi, em partes, incorporada também pela Escola Neoclássica, como observável na obra de Thomas Malthus, predecessor dessa. Para esses economistas, o trabalho é um serviço, sendo, portanto, valorável e negociável no mercado, como qualquer bem econômico. Para Marx, o lucro aumenta à medida em que o desemprego é alto e o salário é baixo, independente da situação ser de um crescimento acelerado ou de uma recessão no capitalismo.